# 瑪麗埃塔鎮區 (愛荷華州馬歇爾縣)
瑪麗埃塔鎮區（英語：Marietta Township）是位於美國愛荷華州馬歇爾縣的一個行政鎮區。

## 地方資料
根據2010年美國人口普查的數據，瑪麗埃塔鎮區的面積為94.47平方千米，當中陸地面積為94.31平方千米，而水域面積為0.16平方千米。當地共有人口368人，而人口密度為每平方千米3.9人。